# ماجراهای جدید بتمن (۱۹۷۷)
ماجراهای جدید بتمن (The new adventures of Batman) کارتون سریالی بود که در سال ۱۹۷۷ ساخته شد. این کارتون، ماجراهای بتمن، رابین، بت گرل و بت-مایت را نشان می‌دهد که با شخصیت‌های منفی، مبارزه می‌کنند. برخی از شخصیت‌های منفی، اولین بار در همین کارتون خلق شدند.

## بازیگران
- آدام وست
- برت وارد
- لو شایمر
- لنی واینریب
- ملندی بریت

## شخصیت‌ها

### اصلی
- بتمن:قهرمان شهر گاتهام
- رابین (شخصیت کمیک):دستیار بتمن
- بت-مایت:یک جن، طرفدار و دستیار آماتور بتمن
- بت گرل:دختر کمیسر گوردون و دستیار بتمن، که بت-مایت عاشق او است.

### مکمل
- جیمز گوردون (کمیک):کمیسر گاتهام و پدر باربارا گوردون (بت گرل)
- جوکر (شخصیت):بزرگ‌ترین دشمن بتمن
- پنگوئن (شخصیت بتمن):از دشمنان بزرگ بتمن
- کت وومن:از دشمنان بزرگ بتمن